# Базил ван Роойен
Базил ван Роойен (на английски: Basil van Rooyen) е пилот от Формула 1. Роден е на 19 април 1939 година в Йоханесбург, ЮАР.

## Формула 1
Базил ван Роойен прави своя дебют във Формула 1 в Голямата награда на ЮАР през 1968 година. В световния шампионат записва 2 състезания, като не успява да спечели точки. Състезава се с частни автомобили Купър и Макларън.